# Pamela Whitten

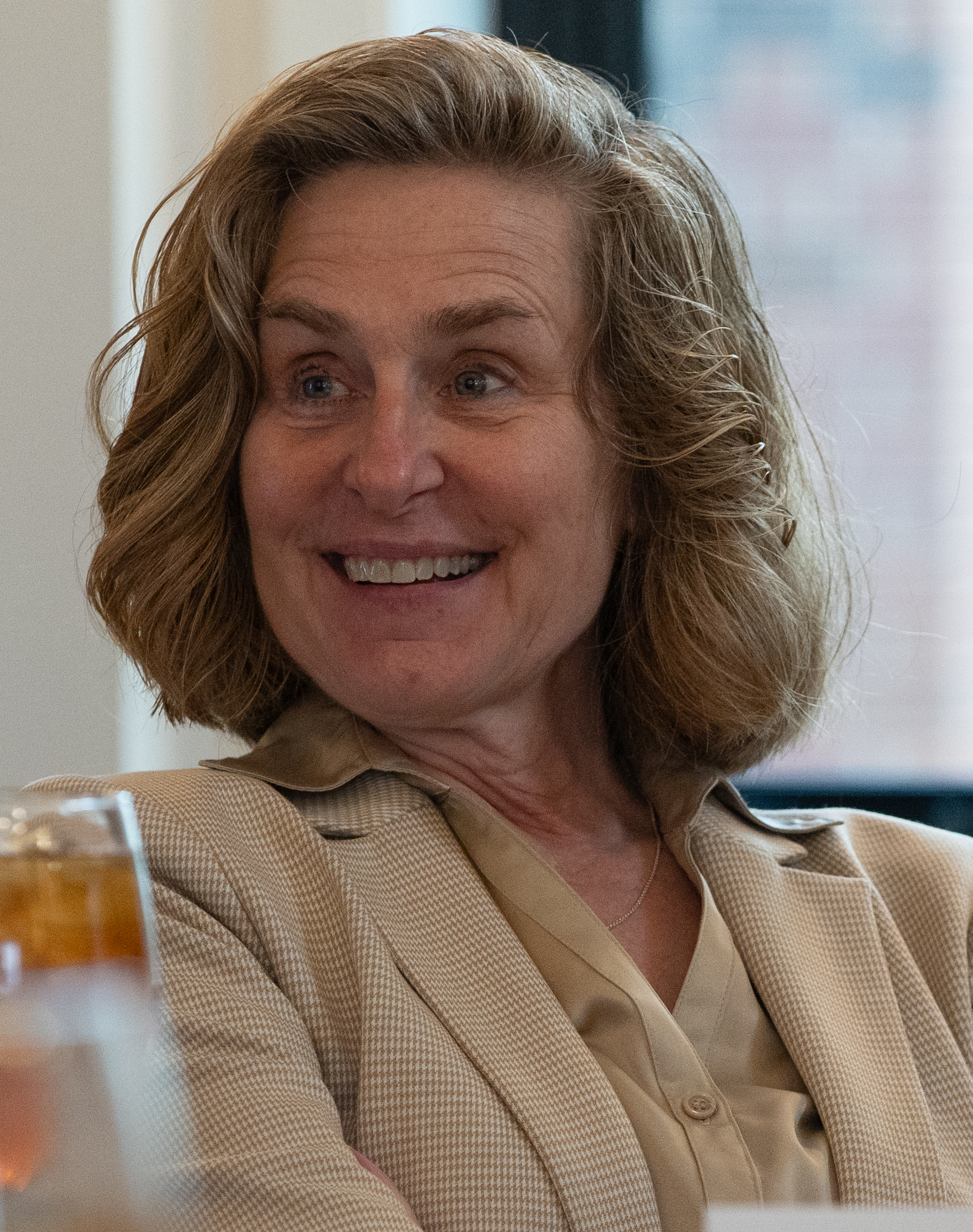
Pamela Whitten

 Pamela S. Whitten (* 20. Jahrhundert in Tallahassee, Florida, Vereinigte Staaten) ist eine US-amerikanische Telemedizinerin und Hochschullehrerin. Sie ist seit 2021 die 19. Präsidentin der Indiana University Bloomington und die erste Präsidentin in der Geschichte der Universität. Von 2018 bis 2021 war sie Präsidentin der Kennesaw State University und Mitglied des NCAA Division I Committee on Academics.

## Leben und Werk
Whitten lebte im Mittleren Westen und in Tennessee, bevor sie nach Neuengland zog, um eine High School in Rhode Island zu besuchen. Sie studierte an der Tulane University in Louisiana, wo sie einen Bachelor-Abschluss in Management erwarb. Anschließend erhielt sie einen Master-Abschluss in Organisationskommunikation an der University of Kentucky. 1985 heiratete sie einen Softwareentwickler in Rhode Island, mit dem sie drei Kinder bekam. 1986 erhielt sie in Großbritannien einen Master in Kommunikation. Im Alter von 30 Jahren promovierte sie in Kommunikationswissenschaften mit Schwerpunkt auf neuen Technologien und Telemedizin an der University of Kansas.
Von 1995 bis 1998 war sie Gründungsdirektorin für Informationstechnologiedienste am University of Kansas Medical Center sowie Forschungs- und Assistenzprofessorin in der Abteilung für Familienmedizin. Von 1998 bis 2014 war sie an der Michigan State University Dozentin und fünf Jahre lang Dekanin des College of Communication Arts & Sciences und war 2005 zusätzlich auch ein Jahr lang als Professorin an der Purdue University tätig. Von 2014 bis 2018 war sie Vizepräsidentin für akademische Angelegenheiten und Rektorin an der University of Georgia (UGA). Sie arbeitete dort als Professorin am Department of Communication Studies der UGA am Franklin College of Arts & Sciences. 2018 wurde sie Präsidentin der Kennesaw State University. Am 1. Juli 2021 trat sie an der Indiana University als erste Frau die Nachfolge des 18. Präsidenten Michael McRobbie an.
Sie ist eine international anerkannte Expertin auf dem Gebiet der Telemedizin, der Fernbereitstellung von Gesundheitsdiensten und Gesundheitsinformationen, und hat Forschungen durchgeführt, die von Agenturen wie den National Institutes of Health und dem Handelsministerium der Vereinigten Staaten mit fast 30 Millionen US-Dollar finanziert wurden.
Pamela Whitten ist Mitautorin von zwei Büchern und hat mehr als 100 von Experten begutachtete Forschungsartikel und Buchkapitel veröffentlicht. Sie sitzt unter anderem im Vorstand der UGA Athletics Association, der UGA Foundation, des Georgia Museum of Art und der Georgia Humanities.

## Auszeichnungen
- 2020: Aufnahme in die Liste der Most Admired CEOs von Atlanta, Atlanta Business Chronicle[7]